# Jaroslav Formánek (hudebník)
Jaroslav Formánek, křtěný Jaroslav Vojtěch (15. února 1884 Strakonice – 28. června 1938 Praha), byl český učitel hudby, dudák, hudební skladatel, spisovatel, kapelník a učitel hry na dudy.

## Život
Jaroslav Formánek se narodil ve Strakonicích v rodině učitele Josefa Formánka a jeho ženy Anny rodem Fišerové. Již jako hoch vídal různé české dudáky a vždy se jim svěřoval, že bude jednou také dudákem. Základní vzdělání zíkal ve Strakonicích, poté absolvoval vyšší reálku v Českých Budějovicích. Následně byl odveden na vojnu, kterou absolvoval v Písku, jako jednoroční dobrovolník u tamějšíhoho pěšího pluku čís. 11 a během vojenské služby působil u plukovní hudby.
Po návratu z vojny, pak kolem roku 1912 odešel do Prahy, kde krátce pracoval jako úředník u finaní zprávy v Běchovicích, poté působil na pražské konzervatoři jako profesor hry na dudy a v roce 1914 se oženil s Miladou Sílovou.
V roce 1937 zvítězil na „rozhlasových vlnách“ nad skotskými dudáky a na základě tohoto vítězství byl přezdíván králem dudáků. Koncem měsíce června roku 1938 v Praze zemřel.
Jaroslav Formánek založil a také pracoval ve výboru krajanského spolku Švanda dudák v Praze. O hře na dudy, dudácích a české dudácké hudbě publikoval odborné studie v rukopise "Úplná škola dudácké hry".